# Autoocupació

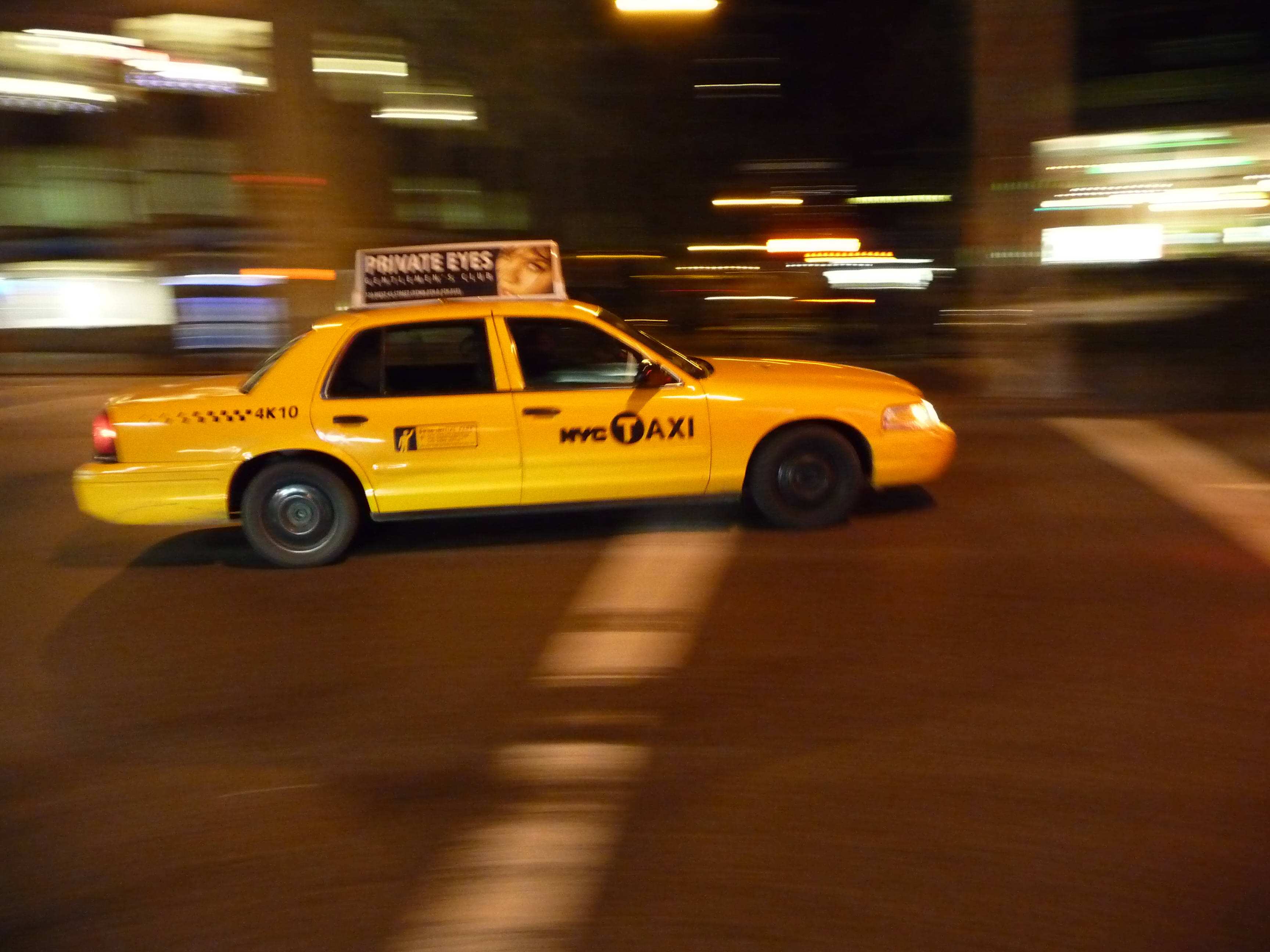
Els taxistes són figures representatives dels autònoms.

L’autoocupació és l'activitat d'una persona que treballa per ella mateixa de forma directa en unitats econòmiques (un comerç, un ofici o un negoci) de la seva propietat privada, que dirigeix, gestiona i n'obté ingressos. És una alternativa al mercat laboral convencional: convertir-se en emprenedor empresarial, en lloc de treballar per a una altra persona o organització, creant la seva oferta de treball.
Existeixen diverses modalitats:
- Ser un treballador independent, contractat per honoraris, per naturalesa de la seva feina o pel seu nivell d'especialització (professions lliures, freelance, comissionista…).
- Una o diverses persones que generen noves empreses com a fonts de treball per a elles mateixes

L'ús de la terminologia va començar a expandir-se quan l'any 1986 va néixer autoocupació, una fundació sense ànim de lucre que lluita contra l'atur mitjançant l'emprenedoria i la creació del propi lloc de treball.